# Municipal Demarcation Board

Die Distrikte Südafrikas und Metropolgemeinden mit den vom Municipal Demarcation Board festgelegten Grenzen (Stand 2011)

Das Municipal Demarcation Board (kurz: MDB, deutsch etwa „Kommunaler Abgrenzungsausschuss“) ist eine unabhängige südafrikanische Behörde zur Festlegung der Grenzen der Gemeinden, Distrikte und Wahlbezirke (Wards). Sie hat ihren Sitz in Pretoria, deren Verwaltung auch die einzige Niederlassung im Land ist.
Das Municipal Demarcation Board wurde bereits in Section 155 (Absatz 3b) als unabhängige Institution in der südafrikanischen Verfassung von 1996 vorgesehen.
Ihre konkreten Rechtsgrundlagen erhielt die Behörde mit dem Local Government: Municipal Demarcation Act (Act No. 27 / 1998) und dem Local Government: Municipal Structures Act (Act No. 117 / 1998).
Ferner gehören zu ihrer legislativen Basis weitere Rechtsakte des Verfassungsgerichts.
Das Municipal Demarcation Board besteht aus sieben bis 15 Personen, die vom Präsidenten Südafrikas auf fünf Jahre berufen werden. Nur der Vorsitzende arbeitet vollzeitlich für das Gremium. Es gibt weiteres Personal für unterstützende Aufgaben.

## Vorsitzende und Stellvertreter
Folgende Personen standen und stehen an der Spitze dieser Behörde:
- 1999–2004: Michael Oliver Sutcliffe (Stellvertreter: Nkaro Aldefrida Mateta)
- 2004–2009: Vuyo Mlokoti (Stellvertreter: Morongoa Essy Letsoalo)
- 2009–2014: Landiwe Jackie Mahlangu (Stellvertreter: Nondumiso Gwayi)
- 2014–2019 (bis 19. Februar):
- 2019 (seit 1. März): Thabo Moses Manyoni (Stellvertreter: Mbali Pearl Myeni)[5]